# Mr. Skin
Mr. Skin ist eine englischsprachige Website, die sich auf das Auffinden von weiblicher Nacktheit in Film und Fernsehen spezialisiert hat. Betrieben wird sie von Jim McBride, der auch selber unter dem Pseudonym Mr. Skin auftritt. Slogan der Webseite ist „Fast-Forwarding to the Good Parts since 1999“" (englisch für „Schnellvorlauf zu den guten Teilen seit 1999“).

## Geschichte
Die Website startete im August 1999 mit nur zwei Beteiligten: Jim McBride sowie einem Mitarbeiter, der für die technischen Arbeiten zuständig war. Zuvor arbeitete McBride lange Zeit als Bankangestellter und Immobilienmakler. Seine Erfahrung mit Nacktszenen in Filmen geht bis in seine Kindheit zurück. Als Schlüsselerlebnis beschreibt er selbst die Entdeckung von Nacktszenen von Lynda Carter (Wonder Woman) im Film Bobby Jo and the Outlaw 1980.

“Lynda Carter, ‚Wonder Woman,‘ had four nude scenes in the first 33 minutes. I wondered, if Lynda Carter did nude scenes before she was famous, who else had done them? I’ve been on a quest ever since.”

„Lynda Carter, ‘Wonder Woman’, hatte vier Nacktszenen in den ersten 33 Minuten. Ich fragte mich, wenn Lynda Carter Nacktszenen drehte, bevor sie berühmt wurde, wer sonst hatte dies getan? Seitdem bin ich auf einer Quest.“

 Seitdem sammelte er Nacktszenen von Schauspielerinnen und erstellte eigene VHS-Zusammenschnitte ebensolcher. Als Mr. Skin ist McBride ein häufiger Gast in Radiosendungen, in denen er als Experte für Nacktszenen Bewertungen und Kommentare abgibt. Für bis zu 22 Radioauftritte pro Woche wurde er 2009 eingeladen, darunter auch bei Branchengrößen wie Howard Stern oder in der Playboy Morning Show.
Die Seite verbuchte insbesondere nach dem ersten Auftritt in der Howard Stern Show in 2000 stetig anwachsende Besucherzahlen und generiert Einnahmen aus Mitglieds-Beiträgen. 2006 lagen diese Einnahmen bei 5,3 Millionen US-Dollar. Die Anzahl an Mitarbeitern stieg ebenso stetig und lag im Herbst 2007 bei 45 Angestellten im Büro im Chicagoer Stadtteil Bucktown.
Einen erheblichen Anstieg an Mitgliedschaften und Seitenaufrufen erfuhr die Seite im Sommer 2007, als sie im Film Knocked Up erwähnt wurde. Die monatlichen Seitenaufrufe seien in der Folge um 35 % auf etwa 7 Millionen gestiegen.

## Inhalte
Die Website konzentriert sich auf die Erfassung, Aufbereitung und Kommentierung von Szenen, in denen Schauspielerinnen in Mainstreamfilmen nackt zu sehen sind. Explizit ausgeschlossen sind pornographische Produktionen, es werden nur Szenen aus Filmen mit maximal Altersfreigabe R gezeigt. Zu sehen sind nur Nacktszenen von weiblichen Darstellern, männliche Schauspieler werden nicht erfasst.  Zusätzlich zu Bildern und Filmausschnitten existiert ein Blog mit Nachrichten und Artikeln sowie eigene Video-Inhalte und eine annotierte Darstellerinnen-Datenbank.
Aus legaler Sicht wird die Seite als Review-Seite betrieben. Dies soll die Verwendung der urheberrechtlich geschützten Ausschnitte gemäß der Fair Use Doktrin ermöglichen. Rein praktisch jedoch erfährt das Unternehmen keine rechtlichen Probleme von Seiten der Rechteinhaber. Im Gegenteil arbeiten sehr viele Filmstudios mit Mr. Skin zusammen und nutzen die Plattform als Werbemaßnahme. So sollen es 2007 mehr als 75 Filmgesellschaften, darunter Universal Studios, Fox, Paramount und Lionsgate, gewesen sein, die Mr. Skin direkt unterstützen, indem sie beispielsweise Trailer von Filmen und DVDs zusenden.
Zusätzlich zu den genannten Inhalten bietet Mr. Skin ein Video-on-Demand-Portal an und vergibt seit 2000 jährlich die Annual Anatomy Awards mit Kategorien wie Nudecomer of the Year, Best Breasts oder Best Foreign Film.
Aktuell (September 2016) umfasst das Angebot der Webseite mehr als 20.000 Biographien zu Schauspielerinnen sowie mehr als 30.000 erfasste Filme und Fernsehsendungen sowie mehr als 200 000 Bilder und Videos.

## Bücher
Auf Basis der Inhalte der Webseite wurden auch Bücher erstellt und vertrieben:
- Mr. Skin’s Skincyclopedia: The A-to-Z Guide to Finding Your Favorite Actresses Naked enthielt in der ersten Ausgabe aus dem Jahr 2005 Angaben zu über 2000 Darstellerinnen mit Informationen darüber, in welchen Filmen sie nackt zu sehen waren. 2009 erschien eine neue Ausgabe unter gleichem Namen mit mehr als 350 hinzugefügten Schauspielerinnen.
- Mr. Skin’s Skintastic Video Guide: The 501 Greatest Movies for Sex & Nudity on Dvd wurde 2007 herausgegeben und beinhaltet Informationen zu Filmen mit Nacktszenen sowie Personen, die als „Visionäre“ dieses Themas gewürdigt werden.
- MrSkin. com Presents Lesbian Movie Scenes: The Ultimate Guide to the Sexiest Girl-Girl Action on DVD ist ein Führer durch lesbische Filmszenen.